# Ca n'Ordis (Cornellà del Terri)
Ca n'Ordis és una masia de Cornellà del Terri (Pla de l'Estany) inclosa a l'Inventari del Patrimoni Arquitectònic de Catalunya.

## Descripció
Masia de planta rectangular, amb alguns cossos afegits per la part posterior. És estructurada en tres crugies perpendiculars a la façana, amb paret portants de maçoneria i carreus a les cantonades. La façana hauria estat rebatuda i presenta les principals obertures emmarcades per carreus. La porta d'accés és amb carreus als brancals i dovelles formant un arc de mig punt. Les finestres del primer pis són de reminiscències formals gòtiques.

## Història
Presenta elements propis del segle xvi.